# Scopula oxysticha
Scopula oxysticha là một loài bướm đêm trong họ Geometridae.